# Piscomantis peruana
Piscomantis peruana es una especie de mantis de la familia Thespidae oriunda de en las laderas occidentales de los Andes centrales del Perú y las tierras bajas adyacentes al océano Pacífico y único miembro del género Piscomantis.

## Taxonomía
P. peruana fue descrita en 1935 por M. Beier como miembro del género Galapagia. En 2017, J. Rivera y C. Vergara-Cobián lo ubicaron dentro de un nuevo género, Piscomantis, cuyo epíteto genérico hace referencia a la ciudad de Pisco. El nuevo género presenta similitudes a Galapagia como la morfología de la cabeza, patas delanteras y genitales masculinos pero se diferencia de este género por ser mucho más robusto y compacto así como diferencias en sus proporciones.